# Унимак
У́нимак (алеут. Unimax , англ. Unimak Island) — остров, самый восточный из Алеутских островов, и самый большой из них, площадью 4069,9 км². Также является девятым по величине в США и 134-м в мире.

## Описание
На острове находятся шесть вулканов, в том числе один из десяти самых активных вулканов мира — вулкан Шишалдина (алеутское название — Хагинак). Административно остров относится к американскому штату Аляска. Население составляет 64 человека (2000 год) и сосредоточено в единственном на острове посёлке Фэлс-Пасс.
Мыс, гора и река на острове названы в честь русского первооткрывателя М. П. Лазарева.
20 апреля 1942 года при входе в пролив Унимак выброшен штормом на камни грузовой пароход ДГМП «Турксиб» (бывший «Гарденберг»), 3160 брт. Во время его спасения сел на мель американский поисково-спасательный корабль «Рескюэр» (англ. USS Rescuer (ARS-18)), который в результате аварии получил тяжёлые повреждения и не восстанавливался.
В 1903 году на острове был построен маяк англ. Scotch Cap Light. Он представлял собой конструкцию из усиленного железобетона, его основание находилось на высоте 30 метров над уровнем моря. Тем не менее он был стёрт с лица земли цунами, вызванным землетрясением 1 апреля 1946 года, эпицентр которого находился в 150 километрах южнее острова. Погибли все пятеро сотрудников маяка, дежурившие в ту ночь.

## Галерея

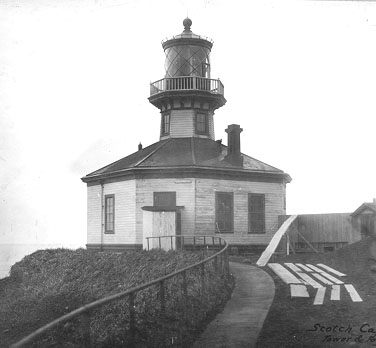
Первоначальный маяк постройки 1903 года
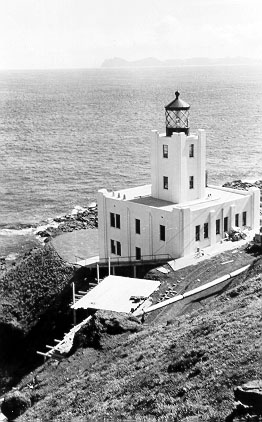
Маяк 1940 года
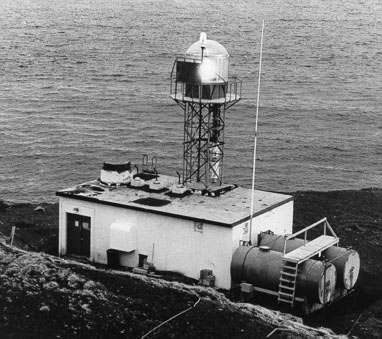
Маяк 1950 года